# Paralecanium pahanense
Paralecanium pahanense är en insektsart som beskrevs av Takahashi 1950. Paralecanium pahanense ingår i släktet Paralecanium och familjen skålsköldlöss. Inga underarter finns listade i Catalogue of Life.